# 联和街道
联和街道，是中华人民共和国广东省广州市黄埔区下辖的一个乡镇级行政单位，也是广州科学城的所在地。

## 行政区划
联和街道下辖以下地区：
联和社区、暹岗社区、黄陂社区、玉树社区、天鹿湖社区和金峰园社区。

## 交通

### 地铁
- █6号线：黄陂站、金峰站、暹岗站、苏元站
- █21号线：神舟路站、科学城站、苏元站